# Phục bích tại Bangladesh
Phục bích (tiếng Trung: 復辟), còn được phiên âm là phục tích hay phục tịch, nghĩa đen là "khôi phục ngôi vua" là trường hợp một quân chủ đã từ nhiệm hoặc đã bị phế truất hay từng bị lật đổ bởi các cuộc cách mạng và đảo chính trong nước, thậm chí phải lưu vong do nạn ngoại xâm nhưng sau đó khôi phục lại được ngôi vị của mình. Dưới đây liệt kê những cuộc phục bích tại Bangladesh.

## Triều đại KhiljidướiVương quốc Mamluk
- Ghiyasuddin Iwaj Shah (tại vị:1208-1210, phục vị:1212-1227)

Năm 1210, Ali Mardan Khalji đã truất ngôi Ghiyasuddin Iwaj Shah và tự phong mình là vị vua độc lập của Bengal. Nhưng hai năm sau, sự độc ác và tàn bạo của Ali Mardan Khalji đã khiến các triều thần phẫn nộ, kết quả năm 1212 họ đã nổi loạn ám sát ông ta, Ghiyasuddin Iwaj Shah được đưa trở lại ngai vàng.

## Thống đốc Bengal dướiVương quốc Hồi giáo Mamluk Delhi
- Tughral Tu Afghanistan Khan (tại vị:1236-1246, phục vị:1272-1281)

Năm 1246, vua Narasimhadeva I của Orissa hưng binh xâm chiếm miền nam Bengal, Tughral Tu Afghanistan Khan đã đẩy lùi quân đội Orissa và chiếm được pháo đài Katasin ở Orissa. Nhưng khi quân đội của Tughral Tu Afghanistan Khan đang ăn mừng chiến thắng, những người lính Orissa bất ngờ phản công và đánh bại họ, tiếp đó truy đuổi những người lính của ông đến tận Lakhnauti, thủ đô của Bengal và bao vây thành phố, tất cả những người Hồi giáo ở Lakhnauti đều bị giết. Tughral Tu Afghanistan Khan tìm kiếm sự hỗ trợ từ sultan Delhi là Alauddin Masud Shah, Alauddin Masud Shah đã phối hợp cùng Karakash Khan của Kara và Tughlaq Tamar Khan của Oudh để giúp Tu Afghanistan Khan, nghe thấy cách tiếp cận của quân đội Delhi, quân đội Orissa đã rút về, nhưng chính Tughlaq Tamar Khan lại lợi dụng tình huống đó để trục xuất Tu Afghanistan Khan buộc ông phải chạy trốn đến Delhi. Từ năm 1246 đến 1272, lần lượt những nhân vật chính trị sau làm chủ Vương quốc Hồi giáo Mamluk Delhi: Tughlaq Tamar Khan (1246–1247), Jalaluddin Masud Jani (1247–1251), Malik Ikhtiyaruddin Iuzbak (1251–1257), Ijjauddin Balban Iuzbaki (1257–1259), Tatar Khan (1259–1268), Sher Khan (1268–1272) và Amin Khan (1272). Còn Tu Afghanistan Khan sau đó được bổ nhiệm làm thống đốc Oudh bởi Quốc vương Alauddin Masud Shah, cho đến năm 1272 ông được bổ nhiệm lại Bengal nhưng chỉ là phó thống đốc dưới quyền Amin Khan, nhiệm vụ lần này là tái chiếm và bình định xứ này, phần lớn nằm dưới sự kiểm soát của vương triều Đông Ganga kể từ sau cái chết của Ikhtiyaruddin Iuzbak năm 1257. Tuy nhiên, Tughral Tu Afghanistan Khan đã phế truất Amin Khan với sự giúp đỡ của những người trung thành cũ của mình, đồng thời tuyên bố mình là Quốc vương của Bengal, ông lấy tên mới là Mughisuddin Tughral.

## Nhà Raja Ganesha
- Raja Ganesha (tại vị:1414–1415, phục vị:1416–1418)

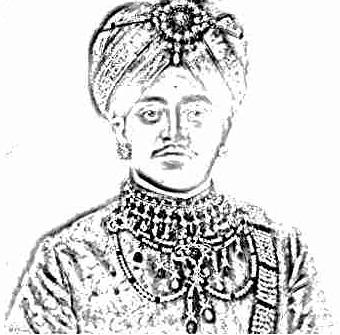
Raja Ganesha

Năm 1414, Shihabuddin Bayazid Shah băng hà, Raja Ganesha lên ngôi vua của vương quốc Bengal sau một cuộc đảo chính lật đổ vương triều Ilyas Shahi, ông tiêu diệt thế lực chống đối tự xưng của Alauddin Firuz Shah I. Năm 1415, Raja Ganesha chuyển giao quyền lực cho con trai mình là Jalaluddin Muhammad Sha, duyên cớ cuộc thay bậc đổi ngôi này phải kể từ ngay sau khi ông nắm quyền lực ở Pandua, ông đã đàn áp người Hồi giáo ở Bengal và xoay một số người trong số họ. Sau đó, một người Hồi giáo Chishti là Shaikh Nur Qutb-ul-Alam đã viết một lá thư cho Quốc vương Jaunpur, Ibrahim Shah Sharqi với lời kêu gọi xâm chiếm Bengal và lật đổ Raja Ganesha. Nhưng khi Ibrahim Shah Sharqi đem quân đội tiến đánh, Raja Ganesha đã yêu cầu Shaikh Nur Qutb-ul-Alam xin ân xá và bảo vệ, các shaikh đồng ý với điều kiện đưa Jadu, con trai mười hai tuổi của Raja Ganesha lên làm vua, chuyển đổi sang đạo Hồi và đổi tên thành Jalaluddin Muhammad Shah. Năm 1416, Shaikh Nur Qutb-ul-Alam chết, Raja Ganesha đã ép Jalaluddin Muhammad Sha phải trả ngôi vị cho mình, nhưng chỉ hai năm sau ông cũng chết.
- Jalaluddin Muhammad Sha (tại vị:1415–1416, phục vị:1418–1433)

Năm 1415, đối mặt với một mối đe dọa sắp xảy ra của cuộc xâm lược theo lệnh của một vị thánh Hồi giáo mạnh mẽ tên là Shaikh Nur Qutb-ul-Alam, Raja Ganesha đã kêu gọi vị thánh này chấm dứt mối đe dọa của mình. Vị thánh đồng ý với điều kiện con trai của Raja Ganesha là Jalaluddin Muhammad Sha sẽ chuyển sang đạo Hồi và cai trị ở vị trí của mình, do đó Jalaluddin Muhammad Sha bắt đầu cai trị Bengal với tư cách là Jalal al-Din. Shaikh Nur Qutb-ul-Alam qua đời vào năm 1416 và Raja Ganesha được khuyến khích để hạ bệ con trai mình để lên ngôi lần thứ hai với hiệu là Danujamarddana Deva, Jalaluddin Muhammad Sha đã được nghi thức chuyển đổi sang Ấn Độ giáo theo nghi lễ Golden Cow. Sau cái chết của cha mình năm 1418, một lần nữa ông chuyển sang đạo Hồi, bắt đầu cai trị giai đoạn thứ hai ở Bengal.

## Suba Bengal
- Prince Shah Shuja (tại vị:1639–1647, phục vị:1652–1660)

Năm 1647, Prince Shah Shuja từ bỏ ngôi vị ở Bengal vì nhiều vấn đề nan giản khó hiểu, đến năm 1652 ông tuyên bố phục vị. Đến năm 1657, cha của ông là hoàng đế Shah Jahan lâm trọng bệnh, Prince Shah Shuja tự lập làm vua, cùng ba người anh em khác là: Dara Shikoh, Aurangzeb và Murad Baksh gây ra cuộc nội chiến tranh giành ngai vàng đẫm máu. Kết cục, Aurangzeb giành thắng lợi cuối cùng, Prince Shah Shuja phải lưu vong sang Arakan, ông xung đột với quốc vương Sanda Thudhamma xứ này nhưng thất bại mà bị giết chết.

## Nawabs củaBengalvàMurshidabad
Triều đại Nasiri:
- Sarfaraz Khan (tại vị:1727, phục vị:1739-1740)

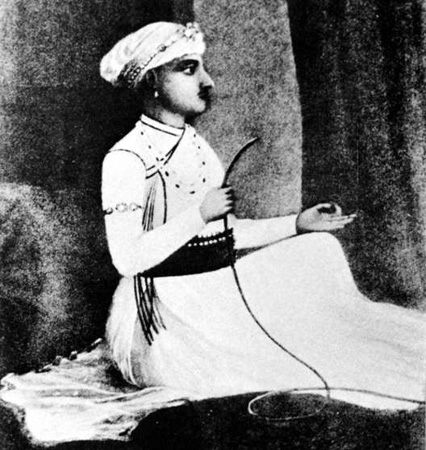
Sarfaraz Khan

Năm 1727, Murshid Quli Khan của Bengal qua đời, trước lúc lâm chung đã đề cử cháu ngoại Sarfaraz Khan là người tiếp nhiệm vì không có người thừa kế trực tiếp, Sarfaraz Khan lên ngôi lần thứ nhất theo cách như vậy. Nhưng cha của Sarfaraz Khan, Shuja-ud-Din Muhammad Khan, lúc đó đang là Subahdar của Orissa, đã kéo quân về kinh đô đòi hỏi quyền lực. Để tránh mâu thuẫn trong gia đình, người hạ cấp Begum của Nawab đã yêu cầu Sarfaraz Khan thoái vị ủng hộ cha mình, như vậy Shuja-ud-Din Muhammad Khan trở thành vua ở Bengal và Murshidabad. Năm 1739, Shuja-ud-Din Muhammad Khan lìa đời, Sarfaraz Khan chính thức nối ngôi với danh hiệu Ala-ud-Din Haidar Jang. Triều đại thứ hai của Sarfaraz Khan chỉ tồn tại 13 tháng, ông bị Alivardi Khan đánh bại trong một cuộc xung đột trực tiếp, trận chiến ngắn nhưng đẫm máu và dữ dội với "tiêu chuẩn trung thành" thời bấy giờ, kết cục đã được quyết định sớm bởi Sarfaraz Khan rơi xuống chết ngay tại chỗ bởi một viên đạn bắn thẳng vào tim.
- Mir Jafar Ali Khan Bahadur (tại vị:1757–1760, phục vị:1763–1765)

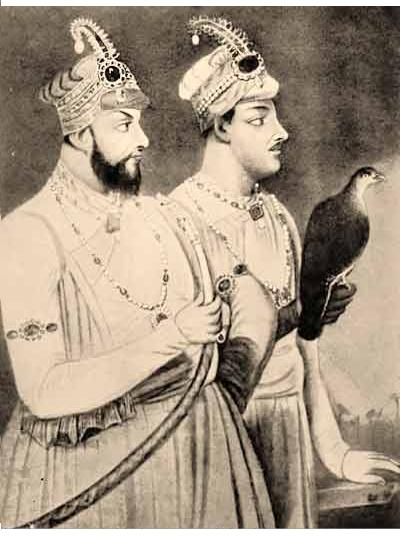
Mir Jafar Ali Khan Bahadur (trái) và con trai cả của ông Mir Miran (phải)

Năm 1760, Công ty Đông Ấn Anh buộc Mir Jafar Ali Khan Bahadur phải thoái vị để ủng hộ Mir Qasim, con rể của ông. Nguyên do cuộc thiện nhượng này là vì Mir Qasim đóng vai trò quyết định trong trận chiến Plassey đánh bại các đồng minh Pháp năm 1757, Mir Jafar Ali Khan Bahadur nhận được sự hỗ trợ quân sự từ Công ty Đông Ấn Anh, nhưng không thể đáp ứng các yêu cầu khác nhau của Anh. Năm 1758, Robert Clive (Tổng tư lệnh Anh Ấn Độ) phát hiện ra Mir Jafar Ali Khan Bahadur đã thực hiện một hiệp ước với người Hà Lan tại Chinsurah thông qua người đại diện Khoja Wajid, các tàu chiến của Hà Lan cũng được nhìn thấy ở sông Hooghly, hoàn cảnh dẫn đến trận chiến Chinsurah. Henry Vansittart, quan chức của công ty Đông Ấn Anh cho rằng Mir Jafar Ali Khan Bahadur không thể đương đầu với những khó khăn, trong khi Mir Qasim, con rể của ông nên đóng vai trò Phó Subahdar. Sau khi lên ngôi, Mir Qasim trả ơn người Anh bằng những món quà xa hoa để làm hài lòng họ, ông ta đã cướp của cải trong dân chúng, tịch thu đất đai làm cho cạn kiệt ngân khố. Tuy nhiên, Mir Qasim đã sớm mệt mỏi với sự can thiệp của Anh, ông ta khao khát thoát khỏi ảnh hưởng của công ty Đông Ấn. Mir Qasim đã chuyển thủ đô của mình từ Murshidabad sang Munger ở Bihar ngày nay, nơi ông ta đã xây dựng quân đội độc lập, tài trợ cho họ bằng cách hợp lý hóa việc thu thuế. Tuy nhiên, tinh thần độc lập của Mir Qasim và kế hoạch thoát khỏi sự thống trị của công ty Đông Ấn đã dẫn đến sự lật đổ của ông ta, và Mir Jafar Ali Khan Bahadur được khôi phục thành Nawab vào năm 1763 với sự hỗ trợ của công ty Đông Ấn.